# Teoria Dowa
Teoria Dowa – teoria według której ogólna analiza rynku może zidentyfikować jego kierunek oraz kierunki pojedynczych jego elementów. Twórcą tej teorii był Charles Dow (1851–1902) dziennikarz, założyciel i pierwszy redaktor czasopisma „The Wall Street Journal” oraz współzałożyciel Dow Jones & Company. Uznaje się, że obecna analiza techniczna w dużej mierze opiera się na teorii przedstawionej przez Dowa, do dziś zresztą indeks Dow Jones Industrial Average stworzony przez Dowa i Edwarda Jonesa jest jednym z głównych narzędzi dla analityków rynków finansowych.
Należy zaznaczyć, że założeniem Dowa nie było przewidywanie kierunku rynku, jego koncepcja miała mu służyć jako ogólny wyznacznik sytuacji gospodarczej. Dopiero kolejne opracowania i analizy jego prac pozwoliły wyciągnąć wnioski dotyczące identyfikacji zachowań rynku i poszczególnych jego elementów.

## Historia
Teoria została przedstawiona w serii artykułów na łamach kierowanego przez Dowa czasopisma „The Wall Street Journal”. Sam Dow nigdy w publikacjach nie użył sformułowania teoria Dowa. Swoją nazwę teoria zyskała dopiero po jego śmierci kiedy to artykuły pojawiły się w pracy S.A. Nelsona „The ABC of Stock Speculation” opublikowanej w 1903, w której wkład Dowa porównuje się do wkładu Freuda w psychiatrię.
Teoria została usystematyzowana w 1923 przez Williama Petera Hamiltona (następca Dowa w „The Wall Street Journal”) w pracy „The Stock Market”. W 1932 dzięki książce Roberta Rhei „Dow Theory” nastąpiło do jej rozwinięcia.
Sam Dow swoją koncepcję oparł na średnich rynku kolejowego i przemysłowego.

## Założenia teorii
1. Średnie giełdowe dyskontują wszystko
Wszystkie informacje wpływające na popyt i podaż znajdują swe odbicie w średnich giełdowych, więc efektywne inwestowanie może opierać się wyłącznie na analizie cen. Do dziś jest to jedno z podstawowych założeń analizy technicznej[4].
2. Trzy kategorie trendu rynkowego
Na wstępie Dow wyróżnił dwa rodzaje trendów, trend wzrostowy oraz trend spadkowy. Za trend wzrostowy Dow uważał sytuację, w której kolejne szczyty i dołki kształtują się na coraz wyższym poziomie i odwrotnie dla trendu spadkowego. Definicja trendu ustalona przed Dowa jest do dziś podstawowym założeniem przy analizie trendu[5].
Następnie trend podzielił na trzy kategorie: główny, wtórny i krótkookresowy[6]. Według Dowa trend główny może trwać od roku do kilkunastu lat, trend wtórny jest korektą trendu głównego i trwa od trzech tygodni do trzech miesięcy natomiast trend krótkookresowy jest korektą trendu wtórnego i trwa do 3 tygodni[6]. Na podstawie zachowania trendu krótkookresowego można przewidzieć trend wtórny itd.
3. Trzy fazy trendu głównego
Wyróżnione zostały: faza akumulacji (aktywność profesjonalnych inwestorów), faza napływania nowych inwestorów (opierających się na analizie technicznej) oraz ostatnia faza masowego udziału inwestorów[7]. Podział ten znany jest również w teorii fal Elliotta, który inspirował się na książce „Dow Theory”[7].
4. Średnie rynkowe potwierdzają się nawzajem
Średnie odnoszące się do różnych sektorów np. przemysłowego i transportowego muszą wskazywać na to samo, aby uzyskać pewność do charakteru sygnału[8].
5. Wolumen potwierdza trend
Wolumen powinien kształtować się w zgodzie z głównym trendem (główny trend wzrostowy oznacza wzrost wolumenu podczas zwyżek i spadek przy zniżkach, w trendzie spadkowym odwrotnie)[8].
6. Kontynuacja trendu
Aktualny trend utrzymuje swój kierunek aż do momentu, w którym pojawi się odwrócenie trendu (co wydaje się być oczywiste, jednak ma za zadanie podkreślić wagę pełnego wykorzystania trendu)[9]. Głównym problemem w teorii Dowa jest rozróżnienie pomiędzy zmianą trendu a jego korektą[9].